# Abu Obaida
Hudayfa Samir Abdallah al-Kahlout (àrab: حذيفة سمير عبدالله الكحلوت) (Gaza, 11 de febrer de 1985), conegut amb el nom de guerra d'Abu Obaida (àrab: أبو عبيدة, Abū ʿUbayda), també transscrit Obeida, Obayda, Ubayda o Ubaydah, és un activista polític palestí, que des del 2023 exerceix com a portaveu de les Brigades Izz ad-Din al-Qassam, el braç armat de l'organització islamista palestina Hamàs.

## Detalls personals
El nom real d'Abu Obaida no es coneix, ni la majoria de les seves dades personals. Sempre apareix amb una kufiyya que li cobreix el rostre. El 2014 els mitjans de comunicació israelians van publicar una foto suposadament seva, amb el nom de Huzaifa Samir Abdullah al-Kahloot. Tanmateix, les Brigades al-Qassam van negar la validesa de la foto i del nom. Un alt líder de les Brigades va dir que Abu Obaida «no apareix ni apareixerà als mitjans», i que només un petit nombre de persones sabia qui era realment.
El pseudònim probablement es refereix a Abu-Ubayda ibn al-Jarrah, company del profeta Mahoma i comandant de les forces del califat de Raixidun durant la batalla del Yarmuk i el setge de Jerusalem durant el segle VII.
La primera aparició d'Abu Obaida va ser l'any 2006, quan va anunciar la captura del soldat israelià Gilad Shalit.

## Declaracions
El juny de 2020, en resposta als plans dels líders israelians d'annexionar-se oficialment parts de Cisjordània, Abu Obaida va declarar que «les forces de la resistència protegiran fidelment el poble palestí» i va prometre «fer que l'enemic es mossegui els dits com a penediment per una decisió tan pecaminosa». Va descriure els plans israelians com una «declaració de guerra».
Durant l'escalada del conflicte palestino-israelià del 2021, el nombre de mencions del nom d'Abu Obaida als mitjans de comunicació (tant àrabs com israelians) va augmentar significativament, fet que li va donar fama. Molts mitjans van destacar la veracitat de les seves paraules. El corresponsal de guerra israelià Gili Cohen fins i tot va arribar a afirmar que el públic israelià confiava més en les declaracions d'Obaida que en les del servei de premsa de l'exèrcit israelià. Abu Obaida va dir que atacar Tel-Aviv, Dimona, Asdod, Ascaló i Beerxeba era «més fàcil per a nosaltres que beure aigua», proclamant que «no hi ha línies vermelles quan responem a l'agressió». Després d'arribar a un acord d'alto el foc, va dir: «Amb l'ajuda de Déu, vam poder humiliar l'enemic, la seva fràgil entitat i el seu exèrcit salvatge».
El maig de 2022, en resposta a les crides israelianes per assassinar el líder de Hamàs Yahya Sinwar després de diversos atacs palestins contra israelians, Abu Obaida va dir que si «l'enemic i el seu lideratge fallit» feien mal a Sinwar, desencadenaria un «terratrèmol regional i una resposta sense precedents».
El juny de 2022 Abu Obaida va anunciar que l'estat mèdic d'un dels captius israelians a Gaza s'havia deteriorat. Més tard, les Brigades al-Qassam van publicar un vídeo que mostrava que el captiu en qüestió era Hisham al-Sayed.
L'octubre de 2023, durant la guerra entre Israel i la Franja de Gaza, Abu Obaida va dir que Hamàs mataria un hostatge civil cada vegada que Israel apuntés a Gaza «sense avís». En el comunicat també assegurava: «Anunciem que per cada atac sense previ avís contra la nostra gent que està segura a casa seva, realitzarem l'execució d'hostatges civils del nostre enemic». També va dir que les execucions es transmetrien «en àudio i vídeo».